# Morlockia ondinae
Espèce
Synonymes
- Speleonectes ondinae (García-Valdecasas, 1984)

Morlockia ondinae est une espèce de rémipèdes de la famille des Morlockiidae.

## Distribution
Cette espèce est endémique de Lanzarote aux îles Canaries. Elle se rencontre dans le Tunnel de l'Atlantide dans l'océan Atlantique.

## Publication originale
- García-Valdecasas, 1984 : Morlockiidae new family of Remipedia (Crustacea) from Lanzarote (Canary Islands). Eos-Revista Espanola de Entomologia, vol. 60, p. 329-333.